# Gelonos
Gelonos (altgriechisch Γελωνός Gelōnós) wird bei Herodot eine Stadt im Land der Budinoi jenseits des Tanais genannt, also jenseits des Landes der Skythen. Das Land der Budinoi sei völlig von Bäumen überwachsen.

## Überlieferung
Laut Stephanos von Byzanz wurde die Stadt von dem eponymen Heros Gelonos gegründet, der nach Herodot ein Sohn des Herakles und der skythischen Echidna war. Gelonos musste mit seinem Bruder Agathyrsos das Land verlassen, weil er nicht in der Lage war, den Bogen des Herakles zu spannen. Dies gelang hingegen Skythes, dem jüngsten der drei Brüder, der daraufhin König wurde.
Herodot beschreibt Gelonos als groß und vollständig aus Holz erbaut. Auch die Wälle bestanden aus Holz. Die Einwohner seien überwiegend aus dem Süden vertriebene Hellenen, die ihre Lebensweise mitgebracht hätten, griechische Götter verehrten und eine Mischung aus Griechisch und Skythisch sprächen. Sie betrieben, im Gegensatz zu den Budinoi, Ackerbau und hätten Gärten. Auch die Tempel, in denen griechische Götter verehrt wurden, seien aus Holz. Herodot erwähnt ein Fest des Dionysos, das alle zwei Jahre stattfand.
Gelonos sei während des Skythenfeldzugs des Perserkönigs Dareios I. im 6. Jahrhundert v. Chr. zerstört worden.

## Deutung und Lage
August Meitzen hielt die Stadt für eine Gründung milesischer Griechen, in griechischem Stil, wenn auch ganz aus Holz.
Der Charkiwer Archäologe Boris Schramko vermutet, dass es sich bei Befestigungsanlagen, die bei Bilsk (Oblast Poltawa) gefunden wurden, um Gelonos handelt. Dies begründet er mit der dort gefundenen griechischen Keramik und der Holzarchitektur. Er nimmt an, dass in der Ostfestung die Budini, in der Westfestung die Geloni lebten und begründet dies mit Unterschieden in der materiellen Kultur.
Die meisten Forscher möchten Gelonos aber weiter im Norden oder Nordosten ansiedeln, spricht Herodot doch ausdrücklich von „jenseits des Don“. Wolgograd, Saratow und Kasan wurden vorgeschlagen. Edward D. Phillips verweist auf Ähnlichkeiten zwischen der Anan'ino-Kultur an der Kama und Herodots Beschreibung der Budiner und will Gelonos daher im Gebiet der Anan'ino-Kultur lokalisieren, aber nicht so weit entfernt wie der eponyme Fundort selbst.